# Форменос
Форменос е крепостта на Феанор, намираща се в северните земи на Валинор, където се заселва след изгонването си от Тирион заедно със своя баща Финве. Името на крепостта означава „Северната крепост“.